# Fukuoka
Fukuoka (福岡市?, Fukuoka-shi) è una città giapponese, capoluogo della prefettura di Fukuoka. È situata sulla costa settentrionale dell'isola di Kyūshū. È inoltre la città più popolosa dell'isola di Kyūshū (2,7 milioni di persone, secondo il censimento del 2020, includendo nell'area urbana anche le città confinanti di Saga e Kasuga), seguita da Kitakyūshū. L'area metropolitana della città è la più grande a ovest di Osaka.

## Storia della città

### Le origini di Fukuoka (Età della Pietra-Periodo Kofun)
Un chiefdom chiamato Na-Koku esisteva nel periodo Yayoi. Nella piana di Fukuoka venivano introdotti ed implementati per la prima volta in Giappone il bronzo e la coltivazione del riso.
La lavorazione del bronzo, consentì a Na-Koku di commerciare con tutte le regioni del Giappone dell'Ovest guadagnando potere. Nel 57 d.C., un sigillo d'oro venne presentato al re di Nakoku dall'imperatore della dinastia orientale di Han (Cina).

### La capitale dell'Ovest (periodo Nara-periodo Heian)
In questo periodo un'avanzata cultura proveniente dal continente asiatico venne introdotta dai monaci che studiavano in Cina e da Kentoshi (Un inviato giapponese in Cina durante la dinastia Tang).
Il Korokan (Tsukushi-no-murotsumi), un'istituzione diplomatica di Dazaifu, fece da protagonista per questi scambi. Questi venne costruito nella collina dove oggi si trovano le rovine del castello di Fukuoka. In quegli anni, le ceramiche, prodotte in Cina, vennero per la prima volta importate in Giappone tramite il porto di Hakata, che all'epoca era uno dei porti di Dazaifu.

### Le invasioni mongole (1274-1281)

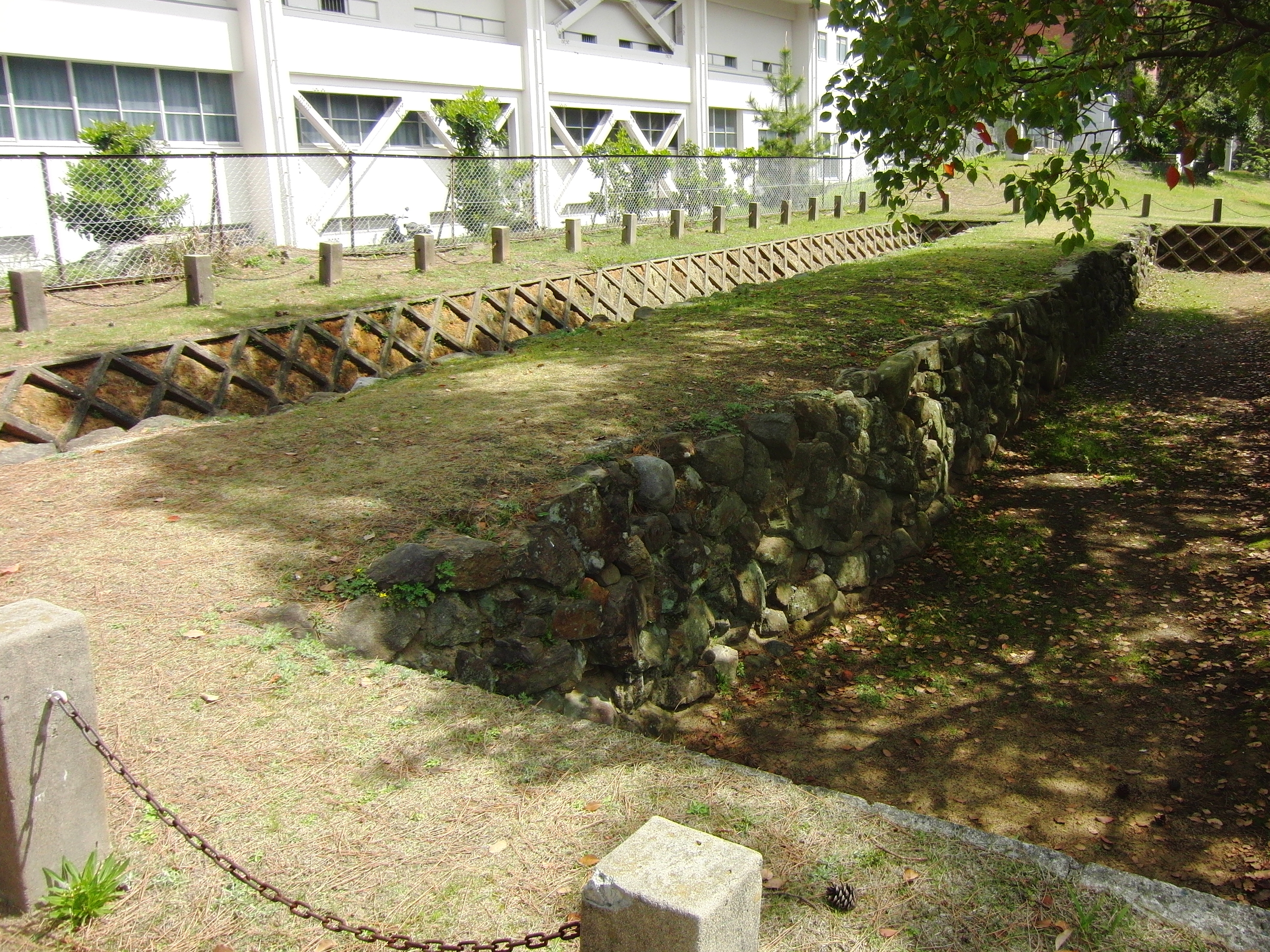
Resti della muraglia difensiva costruita per cercare di bloccare l'invasione mongola

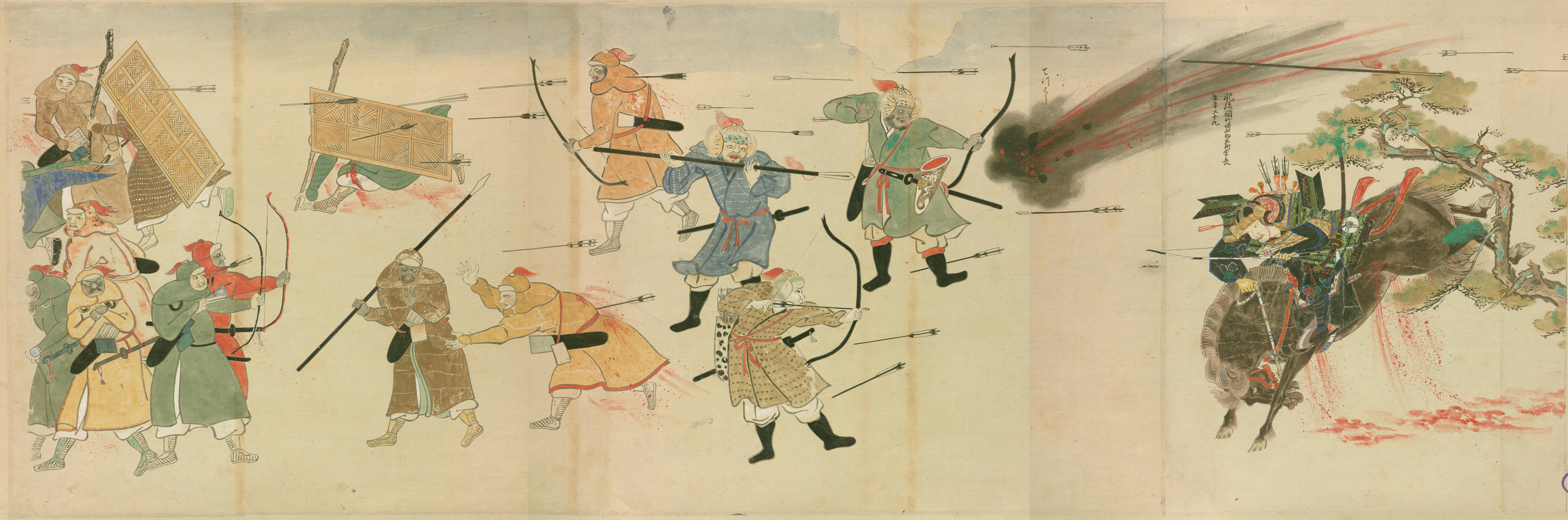
Il samurai Takezaki Suenaga fronteggia frecce e bombe mongole. Da Moko Shurai Ekotoba (蒙古襲来絵詞), 1293 ca.

La baia di Hakata, porta aperta verso la Corea e la Cina, fu per due volte lo scenario del tentativo di conquista del Giappone da parte di Kublai Khan.
Un primo tentativo d'invasione avviene nel 1274, quando l'armata mongola, forte di 900 navi e 33.000 soldati, puntò sulla regione a nord del Kyūshū. Errori tattici e un violento tifone ridussero l'esercito invasore di un terzo, condannandolo a rientrare rapidamente in Corea.
Dopo questa tentata invasione, tra il 1276 ed il 1277 fu deciso di edificare una barriera di pietra lunga 20 chilometri lungo la costa della Baia di Hakata, che si può visitare ancora oggi: è un muro alto 2-3 metri, con una base di circa 3 metri.
Nel 1279 Kublai decise di mandare un inviato per contrattare la resa giapponese. Hojo Tokimune, del Clan Hojo, ottavo shogun reggente, fece decapitare i 5 emissari mongoli dopo averli fatti venire a Kamakura, rifiutando la resa. Kublai, nel 1281, attaccò per la seconda volta Fukuoka, con un esercito rinforzato. Le forze mongole trovarono una resistenza impenetrabile e la flotta dei rinforzi, proveniente dalla Cina meridionale, fu distrutta da un altro tifone. Quei venti provvidenziali furono battezzati shinpū o kamikaze, che significa "vento divino", a significare il benvolere degli dei protettori.

### Hakata città attiva (periodo Muromachi-epoca Sengoku)
Hakata e la provincia di Chikuzen furono zone molto attive nei commerci con i paesi asiatici. Importanti ad esempio erano le relazioni con la Dinastia cinese dei Ming e quella coreana dei Choson. Questo suscitò l'interesse dei daimyō dei regni che la circondavano. Durante il periodo Sengoku infatti Chikuzen venne occupata rispettivamente dalla famiglia Ouichi che aveva la sua base nella provincia di Suo (prefettura di Yamaguchi), e successivamente da quella degli Otomo che avevano sede nella provincia di Bungo (prefettura di Ōita).

### Hakata e Toyotomi Hideyoshi (1536-1598)
Dopo essere diventata nel periodo Sengoku campo di battaglia di numerosi daimyō, Hakata rifiorì con Toyotomi Hideyoshi, il quale contribuì all'unificazione del Giappone. Egli intendeva creare ad Hakata una base militare per mandare soldati da Hizen Nagoya (prefettura di Saga) in Corea. Nel 1587 Toyotomi emise un'ordinanza che bandiva i missionari cristiani dal Kyūshū, per mantenere un maggiore controllo sui daimyō cristiani.

### Fukuoka Han (Clan) (1600-1868)
Kuroda Nagamasa (1568-1623) costruì una cittadella fortificata a Chikuzen, dopo che Tokugawa Ieyasu (il quale unificò la nazione) gli consegnò la provincia. Kuroda servì sotto Ieyasu durante la battaglia di Sekigahara oltre a comandare per lui un esercito di 6.000 uomini durante la prima campagna di Corea. Nagamasa divenne daimyō nel clan dei Fukuoka il quale governò la provincia per ben 260 anni. Il nome deriva da "Fukusaki" (attuale Osafune, prefettura di Okayama), dove nacque la famiglia dei Kuroda.
Questa fu un'era di isolazionismo nazionale imposta da Tokugawa (periodo Sakoku). Gli unici scambi con il resto del mondo erano consentiti a Nagasaki, la quale era collegata da un'importante strada a Chikuzen. In quegli anni intorno al castello di Fukuoka, si crearono due zone ben contraddistinte divise dal fiume Nakagawa: una, abitata dai samurai fedeli al clan dei Fukuoka, e l'altra (Hakata) situata nella vecchia area commerciale, industriale e portuale della provincia.

### Formazione della città moderna (1889)
In onore di Ieyasu Tokugawa esisteva un tempio il quale venne distrutto da un incendio durante la guerra Boshin del 1868 che diede nascita al periodo Meiji.
Il 1º aprile del 1889 Hakata e Fukuoka si fusero dando vita alla città di Fukuoka.
Quando si decise sull'unione, un'assemblea venne tenuta per decidere il nome della nuova città. Inizialmente venne scelto Hakata, ma un gruppo di samurai, con le maniere forti, costrinse i presenti a scegliere il nome "Fukuoka".
Comunque ancor oggi la parola "Hakata" viene utilizzata in riferimento a quell'area, nella quale sorge inoltre la stazione. Il dialetto di Fukuoka inoltre è chiamato Hakata-ben.
Durante la seconda guerra mondiale, gli americani decisero di sganciare una delle due bombe atomiche sulla città di Kokura, situata a nord della prefettura. Quel giorno a causa del fumo e delle nubi che coprivano la zona, l'operazione venne annullata, andando poi a colpire Nagasaki.

### Fukuoka nel XX secolo

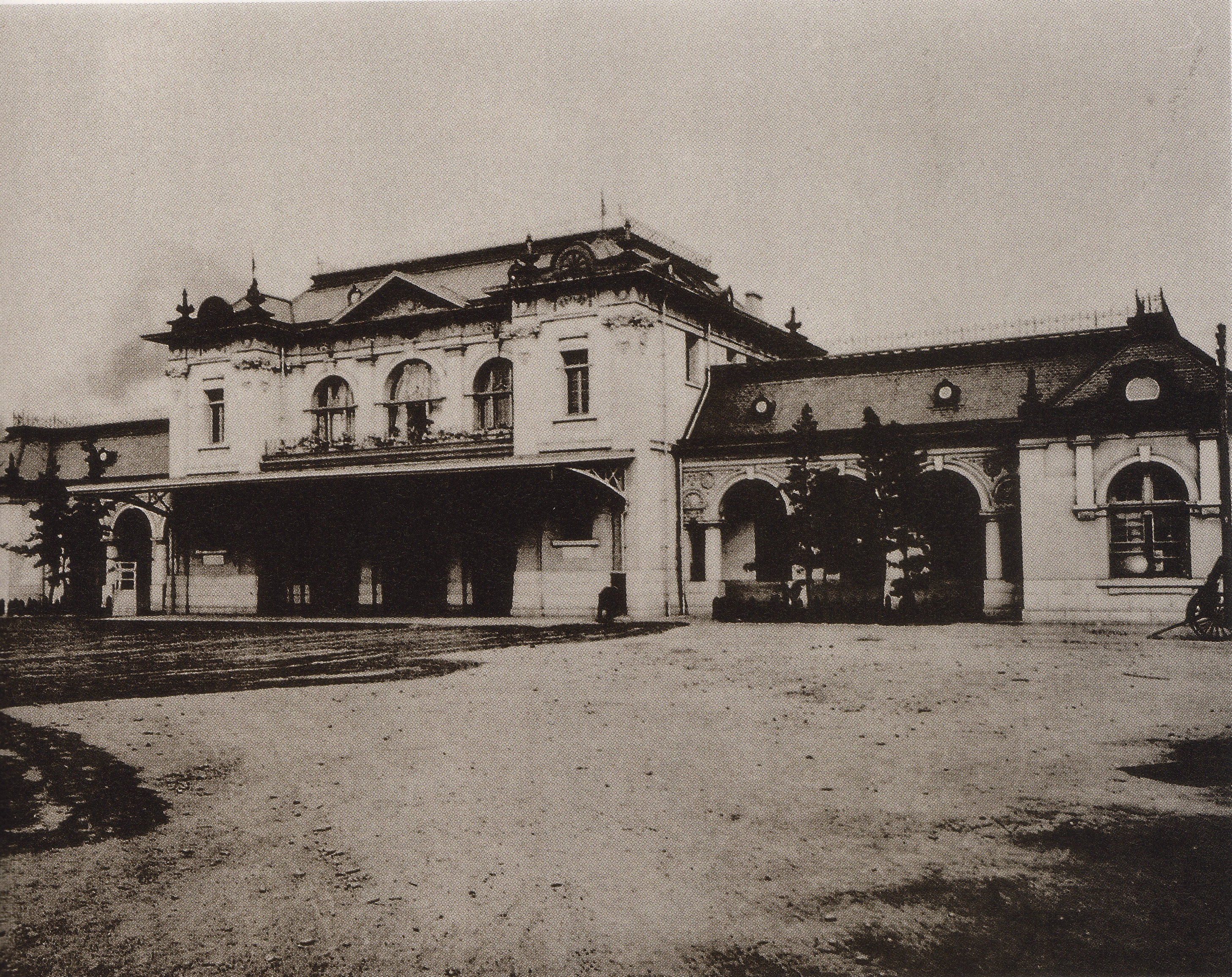
Stazione di Hakata (1906)

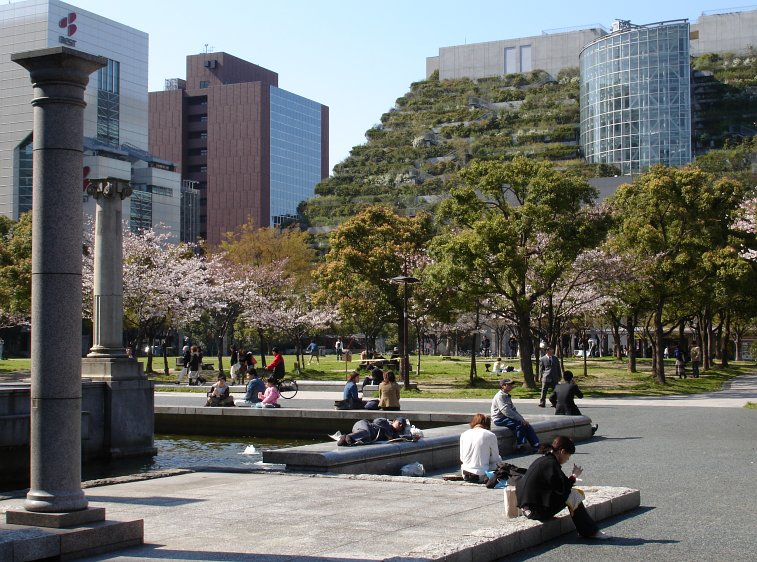
Centro culturale ACROS, a Fukuoka

- 1903: Viene fondato il Fukuoka Medical College, un campus associato con l'Università imperiale di Kyoto. Nel 1911 il college viene rinominato Università imperiale del Kyūshū e diventa un'entità separata.
- 1910: Inizia il servizio Tram a Fukuoka. (Terminerà nel 1979.)
- 1929: Cominciano voli lungo la tratta Fukuoka-Osaka-Tokyo.
- 1945: Vivisezioni di prigionieri di guerra Americani vengono effettuate all'ospedale dell'Università Imperiale del Kyūshū.
- 1947: Prima maratona di Fukuoka.
- 1951: Apre l'aeroporto di Fukuoka.
- 1953: Apre lo zoo di Fukuoka.
- 1975: Fukuoka viene raggiunta dalla linea ad alta velocità Sanyō Shinkansen, che ha il suo capolinea ovest alla stazione di Hakata.
- 1981: Inizia il servizio della metropolitana.
- 1988: La squadra professionistica di Osaka, i Nankai Hawks, si sposta a Fukuoka, cambiando nome in Daiei Hawks. (Nel 2004 la Softbank acquista la squadra rinominandola Fukuoka SoftBank Hawks).
- 1995: ACROS (Asian CrossRoads Over the Sea), un centro multiservizi e culturale, viene fondato per incoraggiare l'incremento delle relazioni con gli altri paesi asiatici. È situata a Tenjin, e comprende un largo parco, un giardino terrazzato, una libreria e altri servizi per incoraggiare relazioni pacifiche con il resto dell'Asia.

### Fukuoka nel XXI secolo
- 2005: Viene iniziata la costituzione della linea metropolitana Nanakuma Line. Viene scossa da un terremoto, che uccide una persona, ferisce 1 017 persone di cui 70 gravemente.

## Geografia fisica

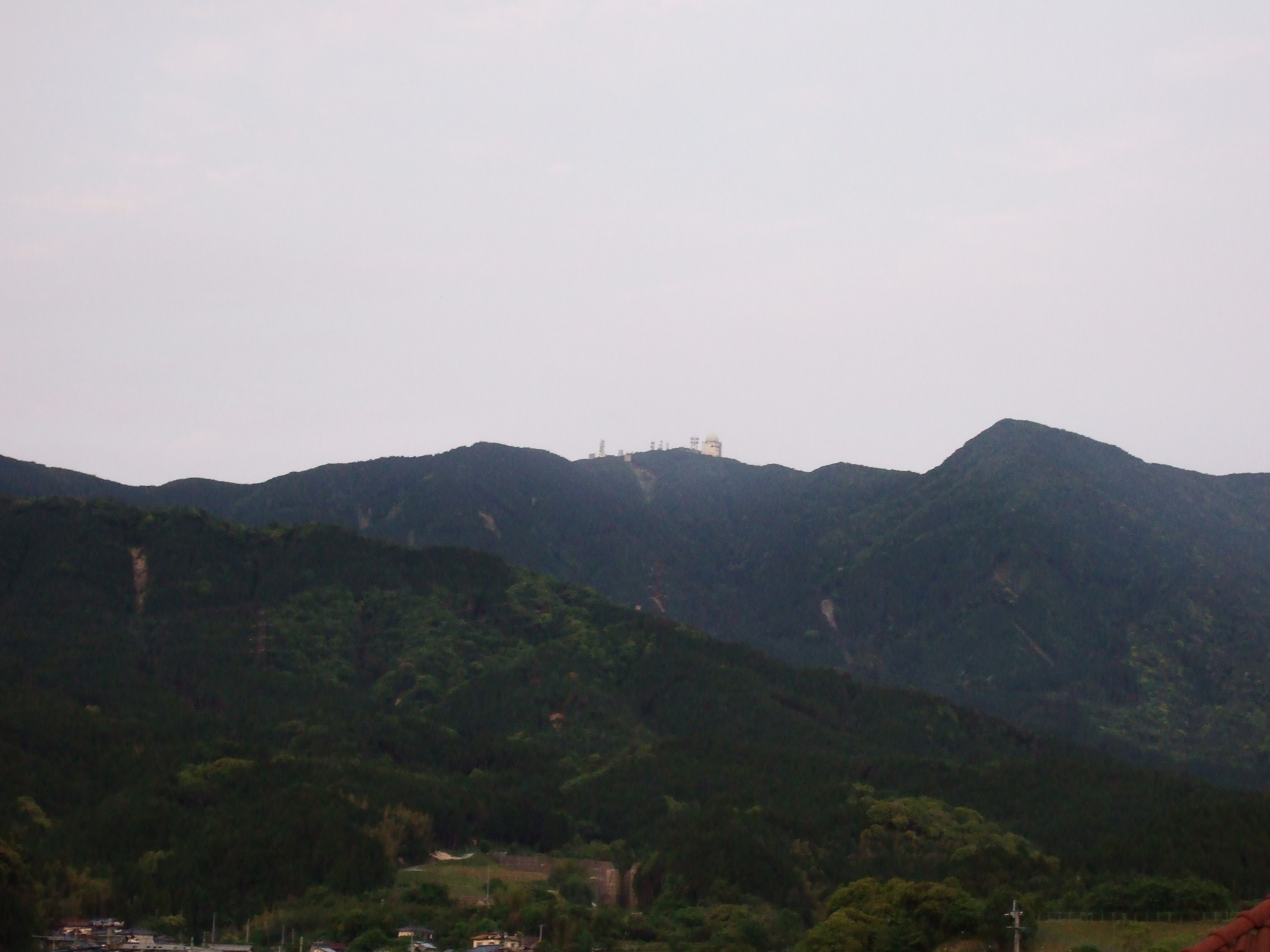
Monte Sangun. Alla sommità si trova un centro radio per il vicino aeroporto di Fukuoka.

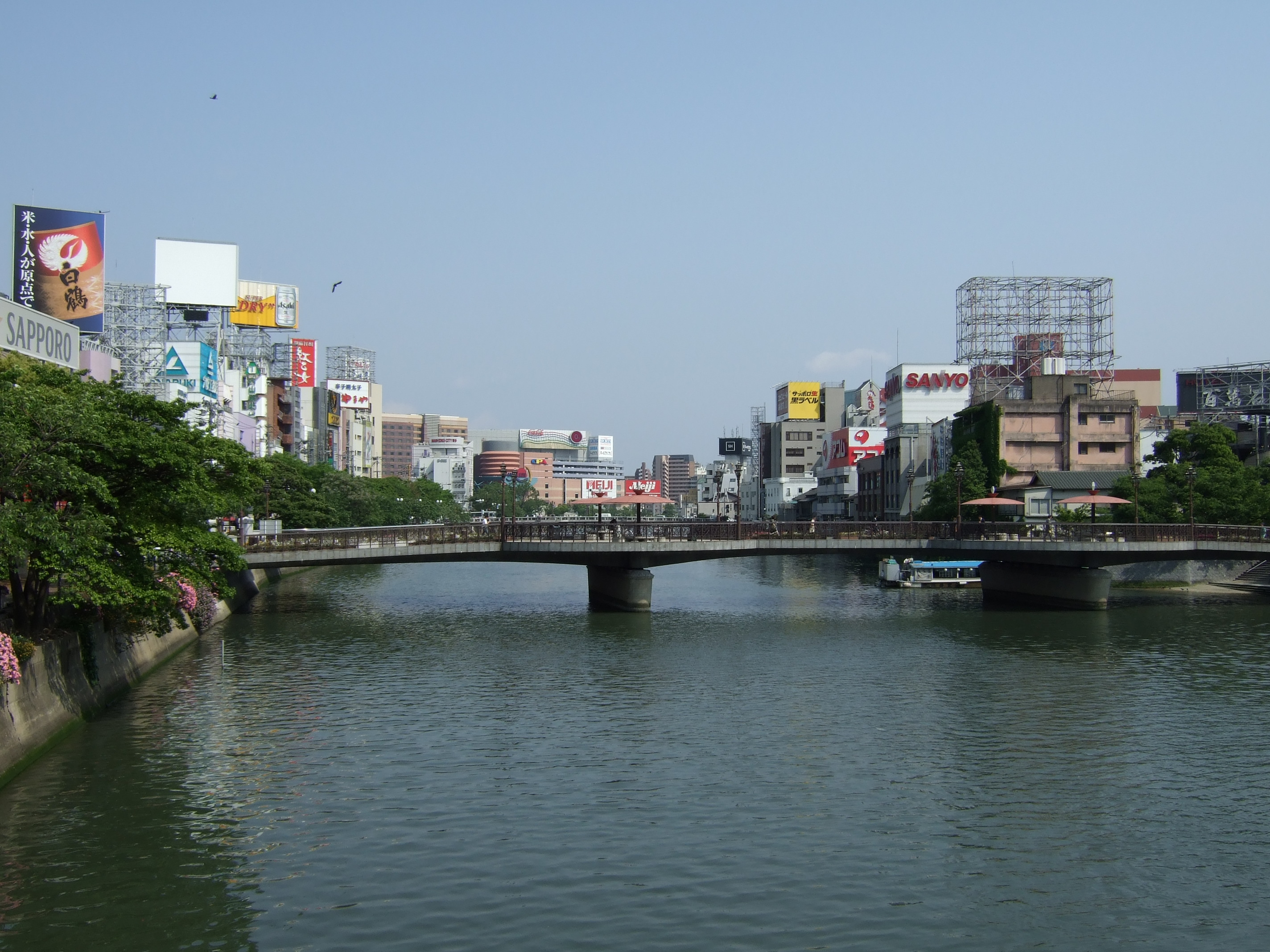
Vista del fiume Nakagawa, con sullo sfondo il centro commerciale di Canal City

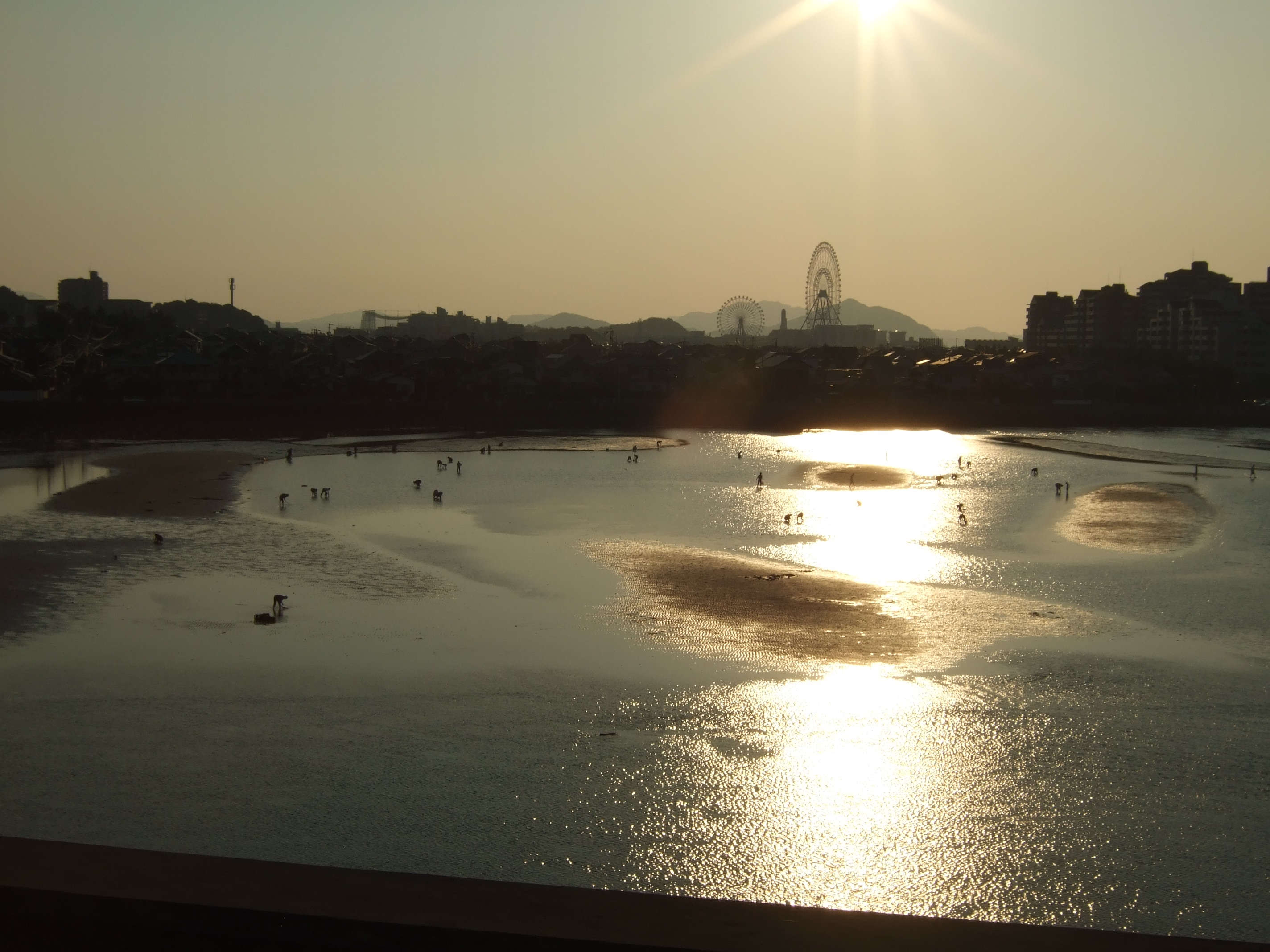
La foce del fiume Muromigawa. Alcune persone sfruttano la bassa marea per raccogliere frutti di mare

Fukuoka è circondata su 3 lati dalle catene montuose del Sangun (三郡山 936 m), Inunaki (犬鳴山 583,7 m) e Sefuri (脊振山 1055 m), ed aperta, a nord, al mare di Genkai.
La città, in questi ultimi anni si sta espandendo sempre più sulla costa andando ad interrare vaste zone marine. Ne è esempio l'isola artificiale situata nella circoscrizione di Higashi, che prende nome appunto di Island City.
Situata a 1100 km da Tokyo, 540 km da Seul, 870 km da Shanghai e 1300 km da Taipei, Fukuoka agisce da base di interscambio culturale ed economico con il resto dell'Asia.

### I fiumi
Tra i fiumi il più famoso è sicuramente il Nakagawa (那珂川) il quale divide in due la città sfociando nel mare dopo aver percorso 35 km dalla sorgente situata a 1.055 metri d'altitudine sul monte Sefuri.
Poi c'è il Mikasagawa (御笠川) lungo 24 km la cui sorgente è situata sul monte Houman chiamato anche Mikasa (宝満山) che prende nome dall'omonima contea che fa parte della prefettura di Dazaifu. Quindi il fiume Tatara (多々良川) che sfocia nel mare nei pressi di Hakozaki, nel distretto di Higashi dopo una corsa di 17,4 km. Ha due affluenti che sono l'Inogawa (猪野川) e l'Umigawa (宇美川). Il primo ha una diga, costruita nel 1994, alta 76.4 metri, la quale è famosa perché si dice sia abitata dai fantasmi. Un altro è il Muromi (室見川) che sfocia nel mare a Momochi, dove è situata la Fukuoka Tower, dopo un percorso di 15,1 km partendo da Maebaru.
Altri fiumi (divisi per distretto) sono:
Higashi
- Suegawa
- Hisaharagawa
- Minatogawa
- Nunogawa

Nishi
- Hinatagawa
- Imajukugawa
- Zuibaijigawa
- Kawaharagawa

Sawara
- Aburayamagawa
- Kanakuzugawa
- Shiibagawa
- Aratanigawa
- Hiikawa

Jonan
- Nanagumagawa
- Kataegawa
- Ipponmatsugawa
- Dagaharagawa
- Sanno Hosuihoro
- Morookagawa
- Nakafurukawa
- Sakasegawa

Chūō
- Yakuin Shingawa

Minami
- Wakahisagawa

### Clima
Come la maggioranza delle prefetture, anche la città di Fukuoka ha un clima moderato con una media di temperature di 16,3 °C, e una media di umidità del 70%, 1.811 ore annuali di luce diurna e 205 cm di precipitazioni. Il 40% circa dell'anno è nuvoloso.
Le temperature invernali raramente scendono sotto i 0 °C ed in questa stagione generalmente piove, con rare nevicate. La primavera è mite e più soleggiata, con la fioritura dei ciliegi che si verifica verso la fine di marzo, inizio aprile. La stagione delle piogge (tsuyu) dura approssimativamente sei settimane da giugno a luglio, e durante quei giorni l'umidità è molto elevata e le temperature si aggirano tra i 25 °C ed i 30 °C. Le estati sono umide e calde, con temperature che raggiungono anche i 37 °C. L'autunno, spesso considerato come la miglior stagione a Fukuoka, è mite e secco, sebbene la stagione dei tifoni abbia luogo da agosto a settembre. Complessivamente, in primavera ed autunno le piogge hanno una minore intensità.
| Fukuoka (1991-2020) Fonte: JMA                       | Mesi        | Mesi        | Mesi        | Mesi        | Mesi        | Mesi        | Mesi        | Mesi        | Mesi        | Mesi        | Mesi        | Mesi        | Stagioni | Stagioni | Stagioni | Stagioni | Anno    |
| Fukuoka (1991-2020) Fonte: JMA                       | Gen         | Feb         | Mar         | Apr         | Mag         | Giu         | Lug         | Ago         | Set         | Ott         | Nov         | Dic         | Inv      | Pri      | Est      | Aut      | Anno    |
| ---------------------------------------------------- | ----------- | ----------- | ----------- | ----------- | ----------- | ----------- | ----------- | ----------- | ----------- | ----------- | ----------- | ----------- | -------- | -------- | -------- | -------- | ------- |
| T. max. media (°C)                                   | 10,2        | 11,6        | 15,0        | 19,9        | 24,4        | 27,2        | 31,2        | 32,5        | 28,6        | 23,7        | 18,2        | 12,6        | 11,5     | 19,8     | 30,3     | 23,5     | 21,3    |
| T. media (°C)                                        | 6,9         | 7,8         | 10,8        | 15,4        | 19,9        | 23,3        | 27,4        | 28,4        | 24,7        | 19,6        | 14,2        | 9,1         | 7,9      | 15,4     | 26,4     | 19,5     | 17,3    |
| T. min. media (°C)                                   | 3,9         | 4,4         | 7,2         | 11,5        | 16,1        | 20,3        | 24,6        | 25,4        | 21,6        | 16,0        | 10,6        | 5,8         | 4,7      | 11,6     | 23,4     | 16,1     | 14,0    |
| T. max. assoluta (°C)                                | 21,5 (1908) | 24,3 (1912) | 26,3 (1964) | 30,1 (2005) | 32,3 (1998) | 37,3 (2004) | 38,3 (2018) | 38,1 (2018) | 37,1 (2020) | 33,3 (2005) | 28,2 (1909) | 26,0 (2018) | 26,0     | 32,3     | 38,3     | 37,1     | 38,3    |
| T. min. assoluta (°C)                                | −6,0 (1918) | −8,2 (1919) | −4,7 (1943) | −1,4 (1931) | 1,4 (1894)  | 4,3 (1893)  | 13,8 (1966) | 15,4 (1956) | 7,9 (1912)  | 0,4 (1892)  | −2,1 (1921) | −5,4 (1917) | −8,2     | −4,7     | 4,3      | −2,1     | −8,2    |
| Giorni di calura (Tmax ≥ 30 °C)                      | 0,0         | 0,0         | 0,0         | 0,0         | 0,9         | 4,7         | 20,6        | 24,9        | 9,1         | 0,3         | 0,0         | 0,0         | 0,0      | 0,9      | 50,2     | 9,4      | 60,5    |
| Giorni di gelo (Tmin ≤ 0 °C)                         | 1,2         | 1,1         | 0,0         | 0,0         | 0,0         | 0,0         | 0,0         | 0,0         | 0,0         | 0,0         | 0,0         | 0,2         | 2,5      | 0,0      | 0,0      | 0,0      | 2,5     |
| Nuvolosità (okta al giorno)                          | 7,4         | 6,8         | 6,6         | 6,3         | 6,7         | 8,1         | 7,4         | 6,6         | 6,8         | 5,8         | 6,1         | 6,8         | 7,0      | 6,5      | 7,4      | 6,2      | 6,8     |
| Precipitazioni (mm)                                  | 74,4        | 69,8        | 103,7       | 118,2       | 133,7       | 249,6       | 299,1       | 210,0       | 175,1       | 94,5        | 91,4        | 67,5        | 211,7    | 355,6    | 758,7    | 361,0    | 1 687,0 |
| Giorni di pioggia                                    | 9,3         | 8,8         | 10,1        | 9,7         | 8,6         | 11,6        | 11,0        | 9,8         | 9,7         | 6,8         | 8,5         | 8,6         | 26,7     | 28,4     | 32,4     | 25,0     | 112,5   |
| Nevicate (cm)                                        | 1           | 1           | 0           | 0           | 0           | 0           | 0           | 0           | 0           | 0           | 0           | 0           | 2        | 0        | 0        | 0        | 2       |
| Giorni di neve                                       | 0,5         | 0,3         | 0,1         | 0,0         | 0,0         | 0,0         | 0,0         | 0,0         | 0,0         | 0,0         | 0,0         | 0,1         | 0,9      | 0,1      | 0,0      | 0,0      | 1,0     |
| Giorni di nebbia                                     | 0,1         | 0,1         | 0,0         | 0,2         | 0,3         | 0,1         | 0,0         | 0,0         | 0,0         | 0,0         | 0,0         | 0,0         | 0,2      | 0,5      | 0,1      | 0,0      | 0,8     |
| Umidità relativa media (%)                           | 63          | 62          | 63          | 64          | 67          | 75          | 75          | 72          | 73          | 68          | 66          | 63          | 62,7     | 64,7     | 74       | 69       | 67,6    |
| Radiazione solare globale media (centesimi di MJ/m²) | 7,4         | 10,3        | 13,5        | 16,9        | 18,4        | 16,1        | 16,8        | 17,5        | 14,5        | 12,6        | 9,1         | 7,0         | 24,7     | 48,8     | 50,4     | 36,2     | 160,1   |
| Ore di soleggiamento mensili                         | 104,1       | 123,5       | 161,2       | 188,1       | 204,1       | 145,2       | 172,2       | 200,9       | 164,7       | 175,9       | 137,3       | 112,2       | 339,8    | 553,4    | 518,3    | 477,9    | 1 889,4 |
| Pressione a 0 metri s.l.m. (hPa)                     | 1 020,0     | 1 019,1     | 1 016,6     | 1 013,3     | 1 009,9     | 1 006,3     | 1 006,2     | 1 006,8     | 1 010,2     | 1 015,4     | 1 018,9     | 1 020,6     | 1 019,9  | 1 013,3  | 1 006,4  | 1 014,8  | 1 013,6 |
| Tensione di vapore (hPa)                             | 6,4         | 6,8         | 8,4         | 11,4        | 15,4        | 21,3        | 27,0        | 27,7        | 22,7        | 15,6        | 10,9        | 7,5         | 6,9      | 11,7     | 25,3     | 16,4     | 15,1    |
| Vento (direzione-m/s)                                | SE 3,2      | SE 2,9      | N 3,3       | N 3,1       | N 2,8       | N 2,6       | N 3,0       | N 3,0       | N 3,1       | N 3,0       | SE 2,7      | SE 3,0      | 3,0      | 3,1      | 2,9      | 2,9      | 3,0     |

## Quartieri (-ku)
| Fukuoka ha sette Quartieri: | Distretto | Popolazione  | Superficie | Densità pop. |
|                             |           | rif. al 2020 | km²        | per km²      |
| Higashi-ku                  | 322 683   | 66.68        | 4 134      |              |
| Hakata-ku                   | 252 153   | 31.47        | 6 043      |              |
| Chūō-ku                     | 205 610   | 15.16        | 10 816     |              |
| Minami-ku                   | 265 753   | 30.98        | 8 002      |              |
| Jōnan-ku                    | 132 947   | 16.02        | 7 987      |              |
| Sawara-ku                   | 221 486   | 95.88        | 2 168      |              |
| Nishi-ku                    | 212 729   | 83.81        | 2 119      |              |

## Società

### Evoluzione demografica
Nell'ottobre 2020, la città ha stimato una popolazione di 1 613 361 abitanti con una densità di 4,697 persone per km². L'area totale è di 340,60 km².
Con una media d'età di 43,1 anni, Fukuoka è la seconda città più giovane del Giappone. Il tasso di crescita del 4,4% è inoltre il secondo più rapido del paese (basato sul censimento dell'anno 2020).

## Attrazioni

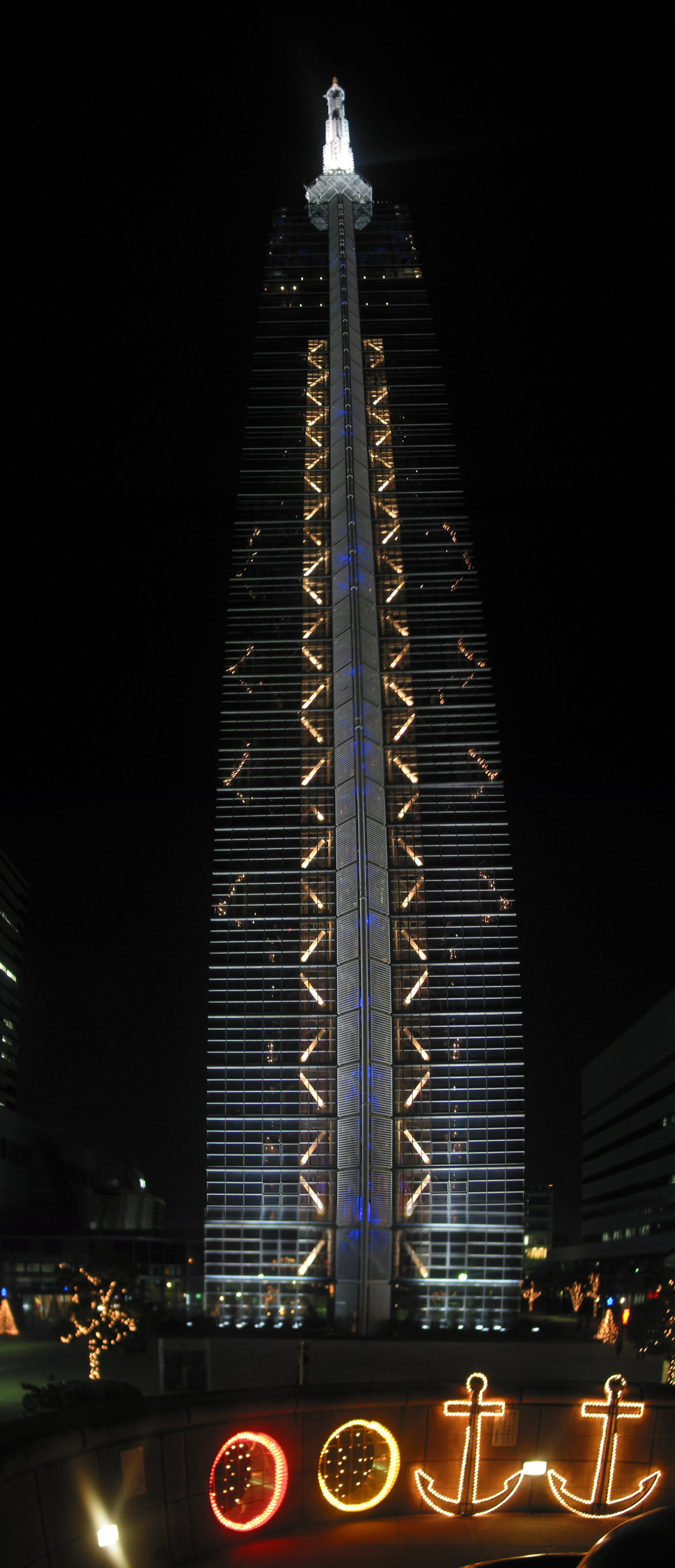
Fukuoka Tower

La città di Fukuoka, nonostante sia una città completa, dove è possibile trovare qualsiasi tipo di divertimento, una storia importante, una cucina locale ottima, difficilmente è meta turistica europea. Rinomato è invece il turismo interno, nonché quello dei vicini paesi asiatici.

### Divertimenti
- La Fukuoka Tower, alta 234 metri, è il grattacielo più alto del Kyushu, la più alta torre costiera del Giappone ed il 13° edificio più alto del paese. Situata nel distretto di Sawara, fu eretta nel 1989 in occasione del Asian Pacific Expo (Yokatopia). Essa offre la possibilità di ammirare lo splendido panorama della città da una stanza a 123 metri d'altezza. La torre, costituita da 8000 vetri a specchio, durante il mese di dicembre è illuminata a forma di albero di Natale.
- Lo Sky Dream Fukuoka, situato nel distretto di Sawara, è la ruota panoramica più alta del Giappone e la quinta al mondo, con i suoi 120 metri d'altezza.
- Il parco Ohori, è un'interessante possibilità di relax e divertimento. Costruito nel 1929, è costituito da un grande specchio d'acqua che riprende le forme del lago Xi Hi, un lago cinese. Isolette in mezzo al lago sono raggiungibili da una serie di ponticelli in stile cinese. Questi è inoltre circondato da un sentiero pedonale di 2.2 chilometri, e attira numerosi amanti dello jogging. Al suo interno è presente anche una delle gallerie d'arte più importanti di Fukuoka.
- Il parco marino di Uminonakamichi, nel distretto di Higashi, era una base militare americana fino al 1972. Oggi, con i suoi 200 ettari, è la zona ricreativa più grande di Fukuoka. Vi sono un parco divertimenti, montagne russe, ruota panoramica, un piccolo zoo nel quale è possibile entrare in alcune gabbie, un immenso giardino che comprende aree espositive, spiagge sabbiose, hotel e un grande acquario con spettacolo di delfini.
- La torre del porto di Hakata, alta 103 metri, che permette di ammirare gratuitamente il panorama della baia di Hakata, è situata nella zona commerciale che prende nome di Bayside Place. Oltre che essere uno scalo portuale per varie mete, comprende anche negozi e ristoranti. Al suo interno si trova una immensa vasca acquario.
- lo zoo di Fukuoka, situato nel distretto di Chuo e immerso nel Parco Minami, permette di passare una giornata alla scoperta della fauna e della flora del mondo. Il giardino botanico è ricchissimo di fiori stupendi, e anche quello zoologico merita. Il prezzo di ingresso è irrisorio: circa 1,25 € (cambio 160 yen).
- Il Fukuoka Yahoo! Japan Dome è lo stadio di baseball della città. Costruito nel 1993, di 52.000 posti, fu il primo stadio a tetto retrattile del Giappone. È anche sede di concerti ed eventi, ad esempio il Fukuoka Auto Salon. È possibile inoltre intraprendere visite guidate alcuni giorni della settimana (solo in giapponese).

### Interesse storico/artistico

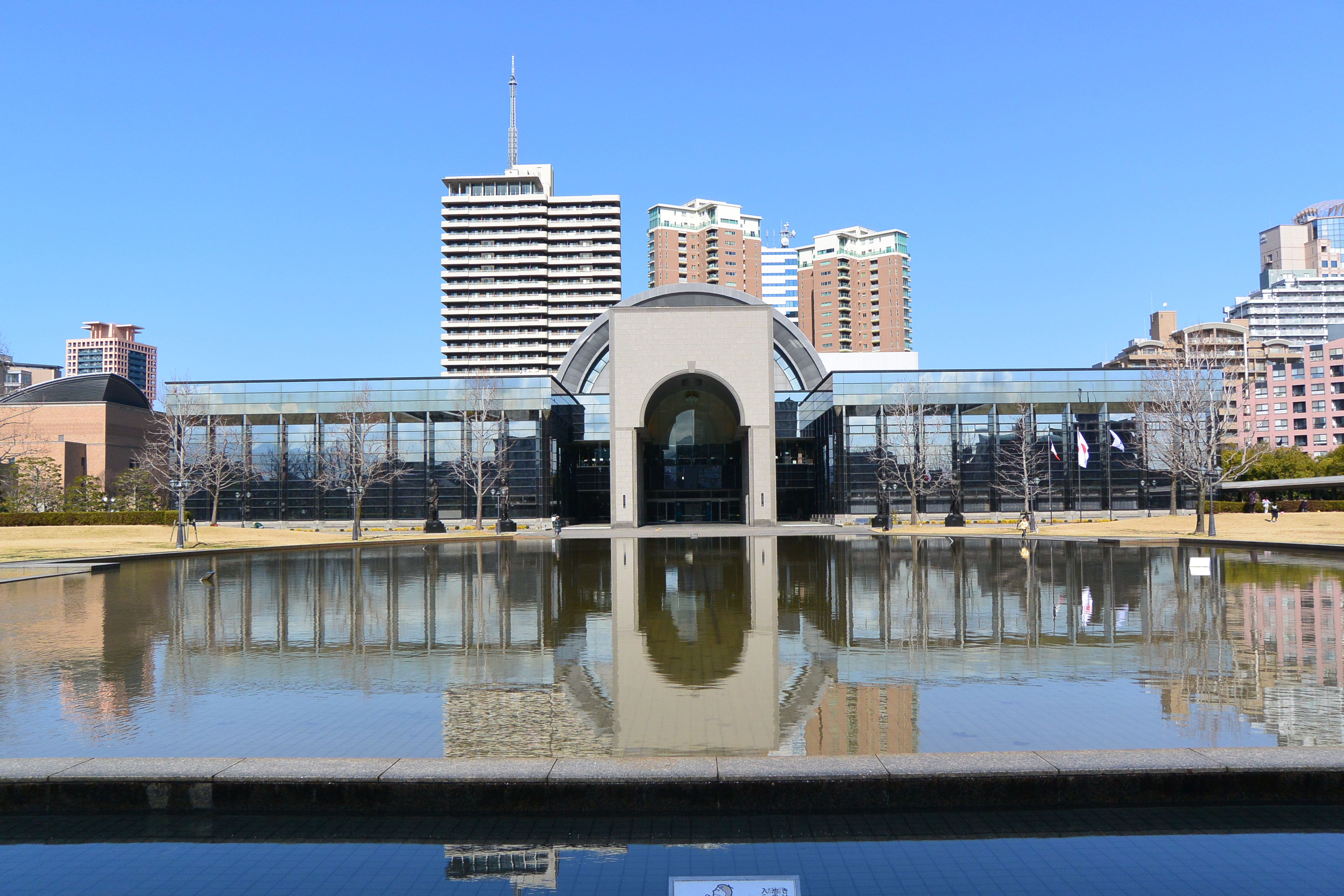
Museo della città di Fukuoka

- Il castello di Fukuoka, offre una valida alternativa culturale. Situato all'interno del Parco Maizuru, conserva oggi solo alcune torri fatte ricostruire intorno al 1950 - 1960 (periodo in cui vennero risistemati molti castelli danneggiati). È stato infatti distrutto durante il Rinnovamento Meiji.
- Le fortificazioni contro le invasioni Mongole. Coprono una lunghezza di circa 20 km e sono aperte al pubblico a Nishijin, Ikinomatsubara, e Imazu.
- Il giardino Yusentei, voluto da Tsugutaka Kuroda, sesto daimyo di Fukuoka, che costruì questa villa come seconda casa. Il giardino è progettato in modo da circondare una fontana e la stanza per la cerimonia del tè, creando così un'atmosfera rilassante per i visitatori.
- Il Museo d'arte di Fukuoka è situato nel parco di Ohori; contiene una vasta selezione di arte contemporanea.[2]
- Il Museo d'arte asiatica contiene oggetti d'arte provenienti dalle varie nazioni dell'Asia.[3]
- Il Museo della città espone una larga gamma di oggetti relativi alla storia regionale, incluso anche lo spettacolare sigillo d'oro.[4]
- Il museo storico Genko (museo dedicato alle invasioni mongole) - Situato nel parco Higashi; espone armi e armature giapponesi e mongole del XIII secolo, così come pitture di soggetti storici.[5]
- Museo folk di Hakata Machiya - Dedicato a mostrare lo stile di vita tradizionale, il linguaggio e la cultura della regione di Fukuoka.[6]

### Templi e Santuari

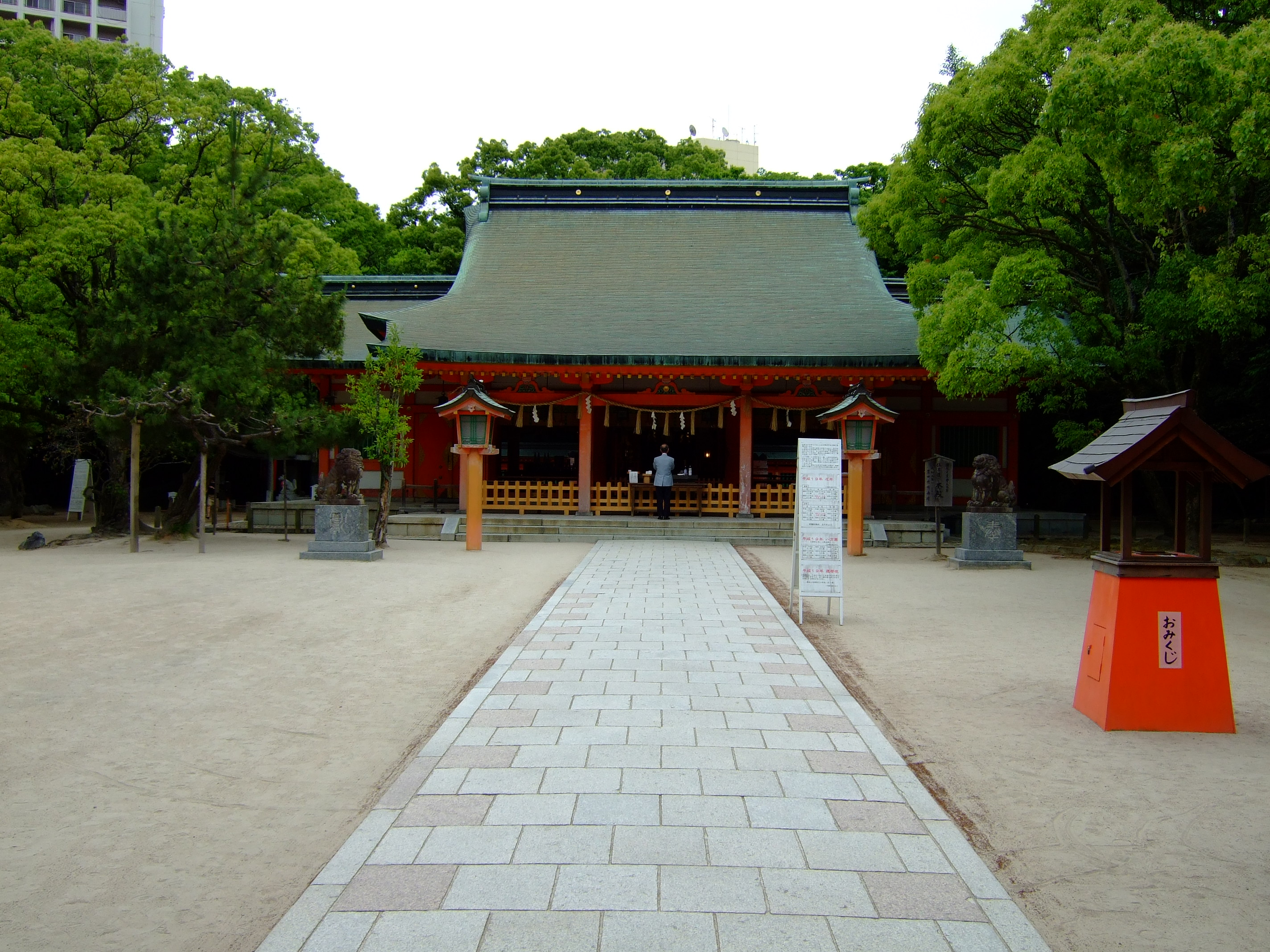
Edificio principale del tempio Sumiyoshi, dedicato al Dio protettore dei marinai

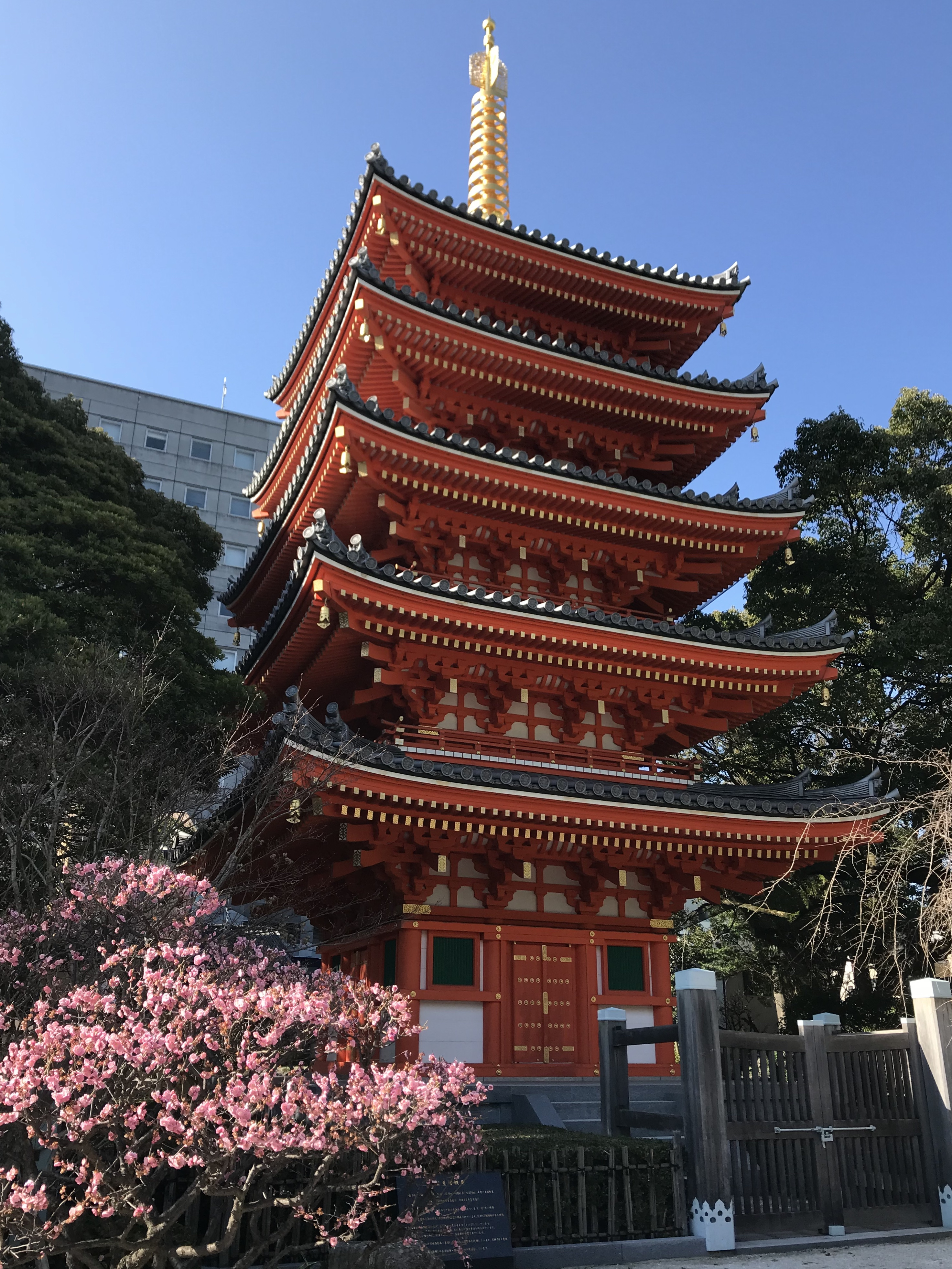
Tochoji

I templi buddisti e i santuari shintoisti di Fukuoka, sono davvero molti. Ecco una raccolta di alcuni dei più interessanti:
- Santuario Atago, situato in una zona panoramica di Nishi-ku, è dedicato al "Dio dei desideri". Anticamente si dice che l'acqua del mare arrivasse fino alla base del tempio. Ciò ha indotto gli abitanti ad dedicarlo anche al "Dio dei Pirati". Una volta entrati c'è un cerchio di canna. Passandoci in mezzo, si dice che porti fortuna.
- Chouenji. Se vi capita di passare per la zona di Yakuin o Kego, andate a vederlo. Troverete una fontana che vale la pena di osservare, costituita da due draghi ornamentali davvero molto caratteristici.
- Santuario Gokoku, situato non lontano dal castello, è situato in un luogo davvero tranquillo.
- Santuario Hakozaki, il "Dio della Vittoria". Costruito nel 923 d.C. è considerato importante assetto culturale del paese. Un lungo viale lo collega al mare.
- Santuario Kashii, situato nell'omonima città, parte del distretto di Higashi. Esso è dedicato al Dio Sumiyoshi ed agli imperatori Ojin e Chuai nonché all'imperatrice Jingu. Il suo stile architettonico differisce dagli altri templi di Fukuoka, perciò merita una visita se vi trovate in zona.
- Santuario Kushida, situato nel cuore della città a Nakasu, venne fatto costruire nel 757 d.C. Al suo interno è situato il tempio che viene portato in giro per la città durante il festival di Yamakasa-gion, che parte proprio da qui. Proprio per questo viene nominato anche il "Tempio Yamagasa". Questi è dedicato inoltre alla divinità Ohata Nushina-mikoto. Nel giardino si trova una pianta di Ginko che ha più di 1.000 anni.
- Tempio Shofukuji, fondato da Eisai, monaco che portò il Buddismo cinese in Giappone, venne costruito nel 1195. Esso è il primo tempio Zen del Giappone. Si trova nel distretto di Hakata.
- Tempio Suikyo, situato a Tenjin. Il nome completo è "Suikyo Tenjin" o "Sugatami Tenjin", ed è da questo tempio che ha preso il nome uno dei quartieri più famosi di Fukuoka. Venne portato qui da Kuroda Nagamasa nel 1612 d.C.
- Santuario Sumiyoshi, situato nel distretto di Hakata, si dice sia uno dei templi più vecchi del Kyushu. È dedicato al "Dio Guardiano dei marinai".
- Tempio Tochoji, situato anch'esso ad Hakata. Fondato nell'806 d.C. da Kobo Taishi, la leggenda vuole che egli fosse appena tornato dal paese di Tang (Cina) e costruì questo tempio per perpetuare la religione buddista in Giappone. Egli fu diciamo uno dei precursori della religione nel paese del sol levante. In questo tempio è presente la statua della divinità della misericordia dalle mille armi Senju Kan'non. La seconda più grande del Giappone, con i suoi 16 metri.
- Santuario Toka Ebisu, situato nel distretto di Hakata. Ebisu è uno dei 7 dei della fortuna, guardiano dei mercanti e dei pescatori.

### Festival ed eventi

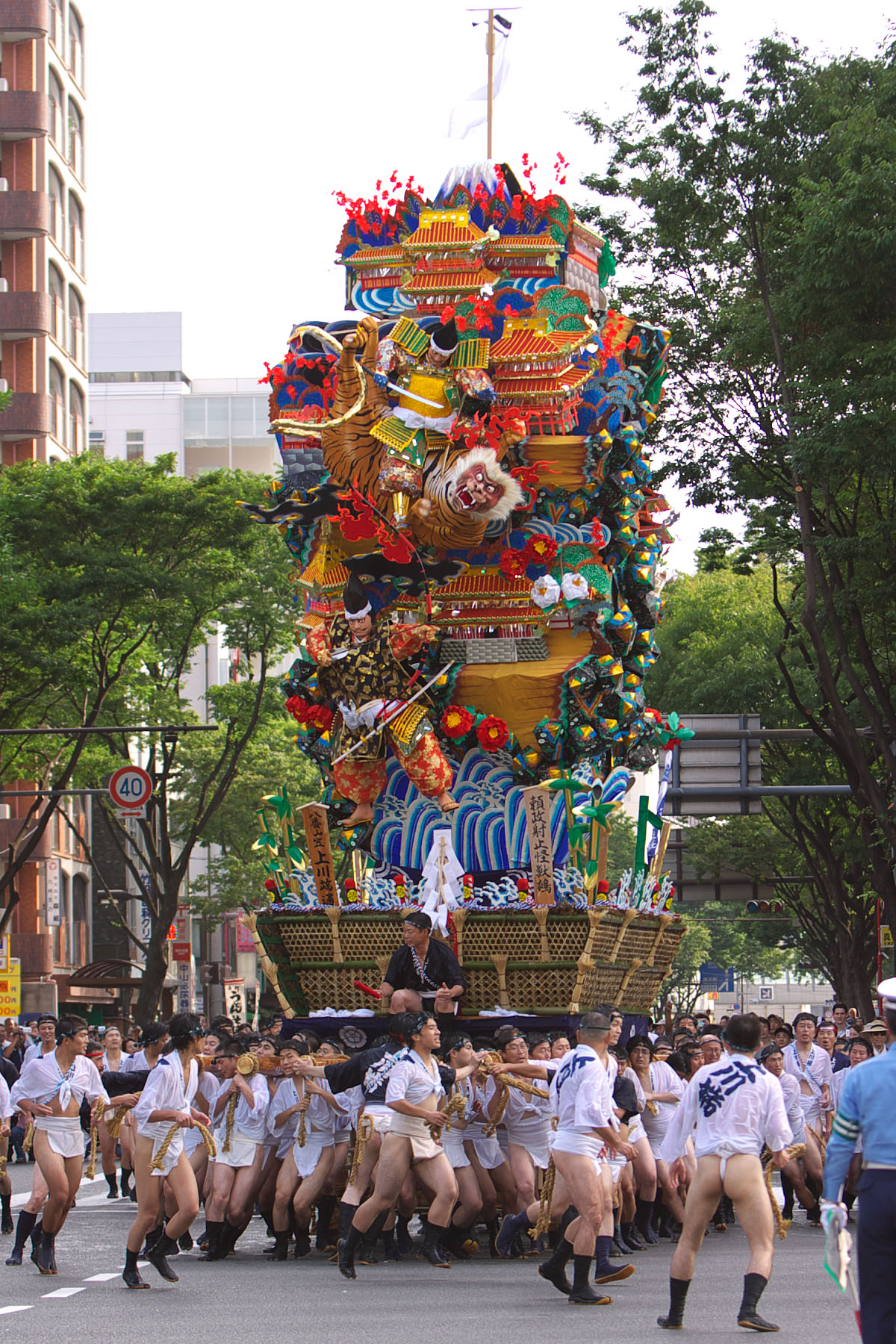
Hakata Gion Yamakasa

#### Hakata Gion Yamakasa
Lo Hakata Gion Yamakasa è uno dei più grandi festival del Giappone. Da 750 anni il festival esprime lo spirito degli Hakatakko, la gente di Hakata.
La celebrazione è originaria del tredicesimo secolo, quando un monaco buddista chiamato Shoichikokushi pose fine ad una grave epidemia, pregando e spargendo acqua benedetta per le vie della città. Egli si muoveva per mezzo di un carro chiamato Segakidana, costruito per lui dalla gente del luogo. I caratteristici carri allegorici sono generalmente decorati con delle Hakata ningyō.

#### Festival Asiatico e del Pacifico (Mese asiatico)
(Tardo settembre)
Il mese asiatico è nato con lo scopo di aumentare gli scambi e rendere più profonda la reciproca comprensione tra la città di Fukuoka e gli altri paesi asiatici. In questo mese vengono tenuti vari eventi. Uno di essi, il Festival Asiatico e del Pacifico, è stato creato per consentire alla gente di Fukuoka di sviluppare legami di amicizia con gli studenti stranieri che partecipano a questo evento settimanale. Oltre ad esibizioni folk, è possibile assaggiare i vari cibi etnici preparati dagli studenti, e si possono acquistare prodotti provenienti da questi paesi.

#### Tamaseseri
(3 gennaio, Tempio Hakozaki)
È un festival di inaugurazione del nuovo anno. Nel pomeriggio due gruppi di giovani in abiti tradizionali, dopo una cerimonia di purificazione, iniziano una lotta per il possesso di una palla di legno del diametro di 30 centimetri. Essa rappresenta la masculinità, mentre i due schieramenti rispettivamente mare e terra. Ad aspettarli, nel padiglione principale del tempio un'altra palla rappresentante la femminilità. I vincitori dello scontro porteranno buoni auspici rispettivamente alla pesca o ai raccolti del nuovo anno.

#### Hakata Dontaku Festival Portuale
(3 e 4 maggio, per la città)
La notte del 2 maggio, circa 400 gruppi, per un totale di 28 000 persone, si preparano alla parata del 3 e 4 maggio. Numerosi luoghi nella città diventano sedi di vari eventi di intrattenimento. Tutta la città partecipa alla festa. La parola Dontaku, infatti, deriva dall'olandese Zondag che significa vacanza.

#### Hojoya
(Dal 12 al 18 settembre al tempio Hakozaki)
Hojoya è un rituale Buddista nel quale gli uccelli e i pesci vengono rilasciati negli stagni, fiumi e montagne. Il 18 settembre viene tenuto un rituale simbolico nel quale viene liberato un piccione. In quel periodo la strada che conduce al tempio è piena di bancarelle.

#### Toka Ebisu
(Dall'8 all'11 gennaio)
Nel tempio omonimo viene organizzata una festa per pregare per un anno proficuo sia dal punto di vista commerciale che agricolo. Nel pomeriggio del 9, si svolge una processione delle Geishe di Hakata (rappresentate nelle bambole di ceramica, simbolo artistico della città).

#### Altri eventi durante l'anno
- Metà gennaio Festival Hoshasai (Tempio Shikaumi)
- 3 febbraio Festival Setsubun (Tempio Kushida, Tempio Tochoji, ecc.)
- Metà aprile Festival di aprile (Tempio Kashii)
- Primi di ottobre Festival di Nakasu (Nakasu)
- Metà ottobre Gran Festival di Autunno (Tempio Kashii)
- 23-24 ottobre Festival Okunchi di Hakata (Tempio Kushida)
- 31 dicembre Festival per respingere il diavolo (Tempio Waka-hachimangu)

## Cucina tipica

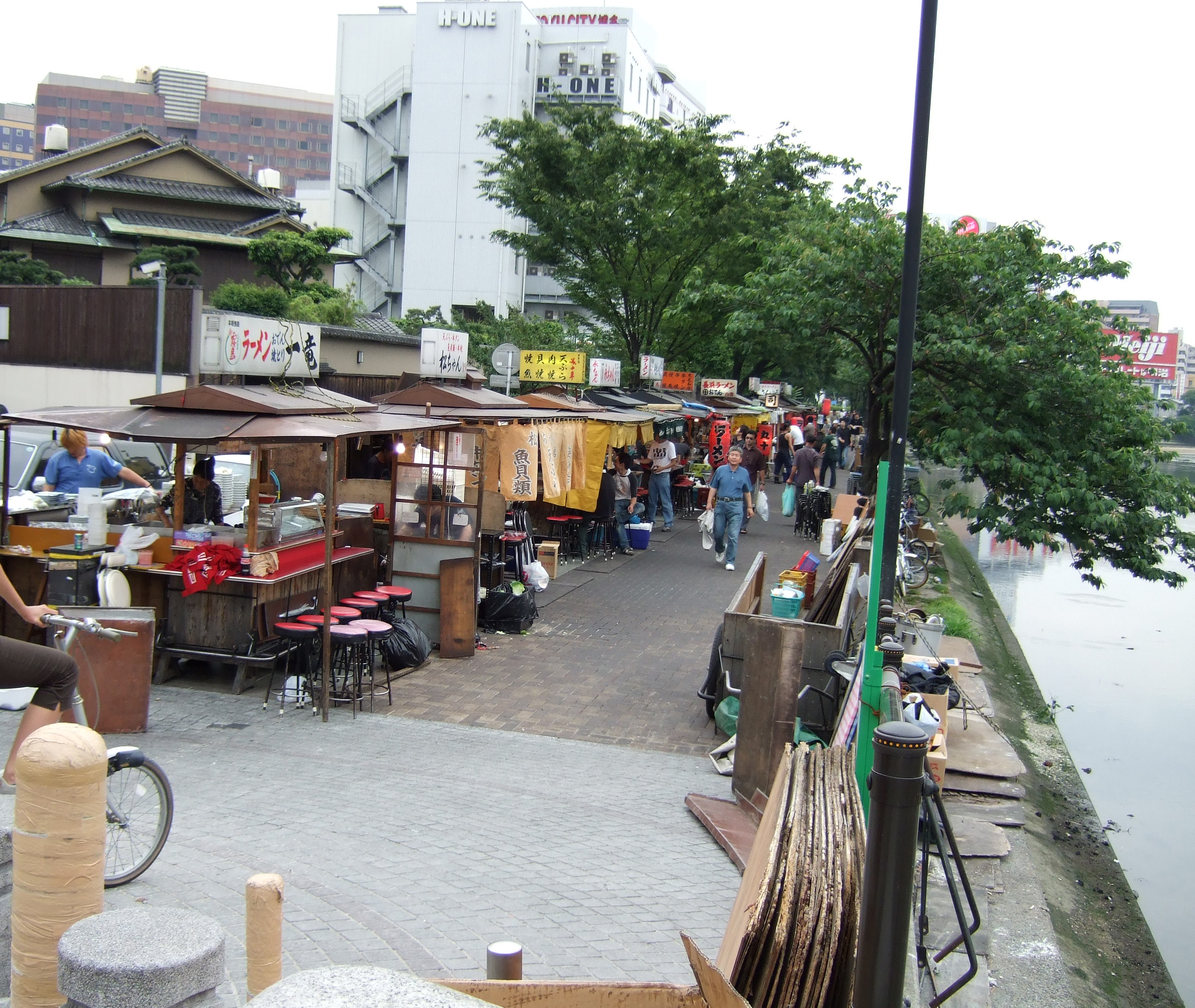
Gli Yatai, i ristoranti effimeri di Fukuoka

Fukuoka è conosciuta in tutto il Giappone sicuramente prima di tutto per il Mentaiko:
questo cibo, originario della Corea, è costituito da uova di merluzzo marinate in sale e peperoncino. Esso può essere mangiato assieme a del riso bianco (gohan), oppure con gli spaghetti e con la carne. Ci sono inoltre diversi livelli di piccantezza.
Un altro piatto tipico di Fukuoka è il tonkotsu ramen. Dentro una scodella viene versato prima di tutto del brodo, fatto bollendo ossa di maiale per un lungo periodo di tempo. Poi si aggiungono gli "spaghetti" di ramen, e quindi delle fette di maiale arrosto e dell'erba cipollina spezzettata. Per chi vuole si può mettere anche dello zenzero e del sesamo.
Utile per riscaldarsi in inverno, il Mizutaki, uno spezzatino costituito tradizionalmente di pollo immerso nel brodo, e che oggi vede anche l'aggiunta di verdure di stagione.
Altra pietanza tipica è il Game-ni o Chikuzen-ni, un piatto casareccio che consiste in carote, germogli di bambù, funghi shiitake, patate taro e pollo conditi con sakè, salsa di soia e zucchero. È un piatto completo dal gusto delicato, il cui nome (game) deriva dal verbo dialettale gamekuru che significa "gettare tutto assieme", mentre (ni) significa bollire o stufare.
Riguardo alla cucina vanno inoltre ricordati gli yatai.
Questi sono dei ristorantini tipici di Fukuoka. Ce ne sono circa 200, la maggioranza dei quali a Tenjin e Nakasu. Servono, oltre al Tonkotsu Ramen, anche yakiniku, horumon e tempura. La caratteristica di questi luoghi, è che compaiono la sera per scomparire poi la notte, e ricomparire la sera del giorno dopo. Ogni giorno vengono cioè montati e smontati dai loro proprietari. Sono dei ristoranti effimeri davvero da provare.

## Economia
Dei tre settori sicuramente il terziario è quello più sviluppato con una percentuale dell'88,4%. Segue poi il secondario con il restante 11,5%. Il primario è praticamente inesistente.
Nel terziario le attività commerciali all'ingrosso e al dettaglio sono le industrie chiave di Fukuoka. Soprattutto le prime coprono il 50% del business dell'intero Kyushu, piazzandosi al quarto posto tra le 13 maggiori città giapponesi. In quest'ottica il porto e l'aeroporto sono molto importanti. Fukuoka è sorpassata solo da Tokyo e Osaka come concentrazione di scambi internazionali. Dal 2000 al 2004 il valore delle esportazioni relative al porto di Hakata si è addirittura più che raddoppiato.
Il 50% delle esportazioni riguarda prodotti in gomma. Ricordiamo infatti che la vicina Kurume è la sede della Bridgestone.
Per quanto riguarda il settore manifatturiero invece, le maggiori produzioni derivano dall'industria relativa alla pubblicazione e stampa con un buon 24%. Seguono le industrie di trasformazione alimentare con il 18,9%, quelle relative a prodotti metallici con il 9,1% e apparecchi tessili con il 6,4%.

## Sport

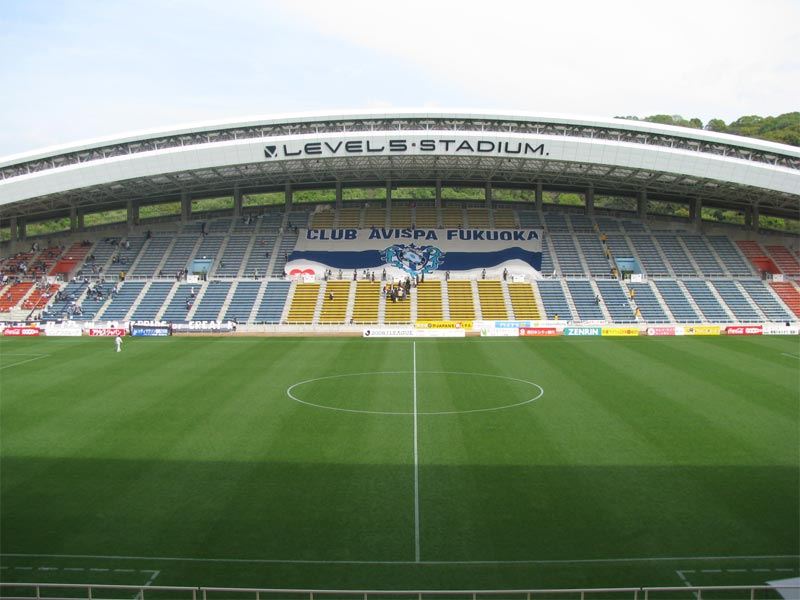
Il Hakata no Mori Stadium (Level-5 Stadium)

Nel 2001 (19-29 luglio) e nel 2023 (14-30 luglio) a Fukuoka, si sono svolti i mondiali di nuoto.

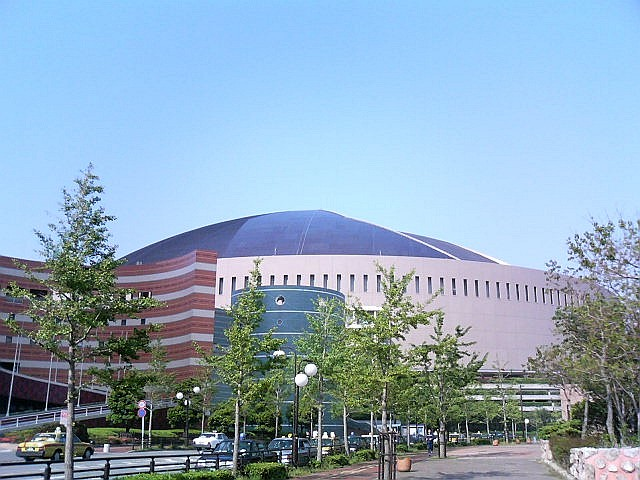
Il Fukuoka Yahoo! Japan Dome

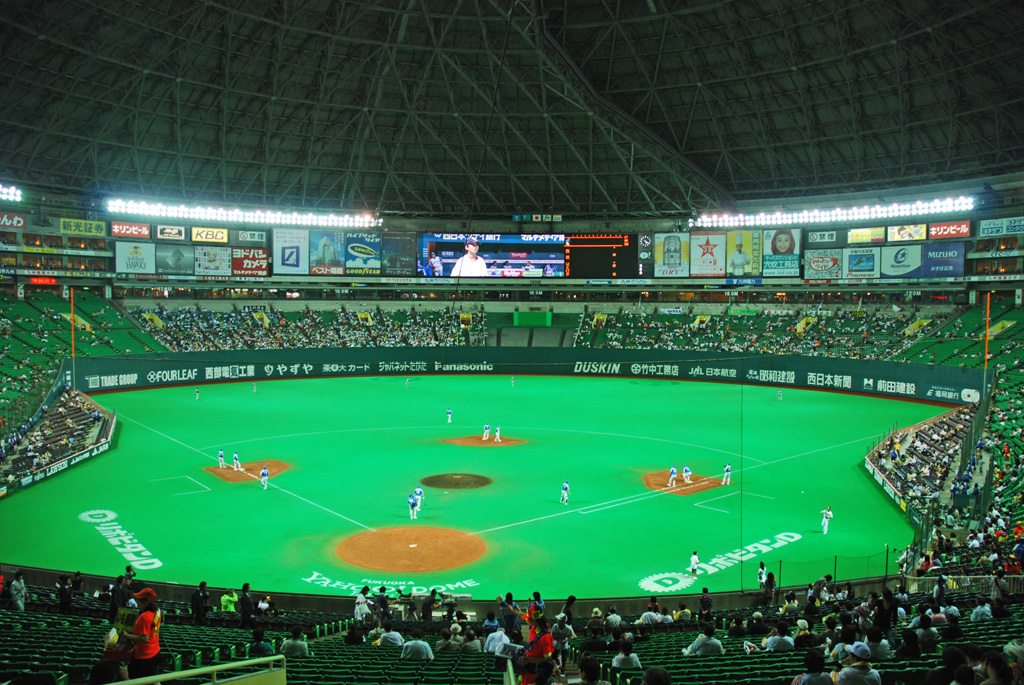
Il Fukuoka Yahoo! Japan Dome

Fukuoka è sede dei Fukuoka Softbank Hawks, quattro volte campione del Giappone, nella lega professionistica di Baseball. Nel 2004, in seguito alla bancarotta della Daiei (proprietaria di centri commerciali a Fukuoka e nel resto del paese), la squadra venne venduta a Masayoshi Son, il fondatore della Soft Bank.
Fukuoka ha anche una squadra professionistica di calcio chiamata Avispa Fukuoka.
Nel 2006, il sindaco di Fukuoka, Hirotaro Yamasaki, propose la città per ospitare i Giochi Olimpici del 2020, ma con esiti negativi.
Tra gli eventi sportivi annuali ricordiamo inoltre:
- Il Torneo "Kyushu Grand Sumo", che si tiene a novembre, raccogliendo tifosi da tutto il Kyushu
- Il campionato femminile internazionale di Judo di Fukuoka
- La maratona internazionale di Fukuoka
- La "Prince Takamatsu Cup Nishinippon Round-Kyūshū Ekiden", la più lunga staffetta al mondo. Essa inizia da Nagasaki per terminare poi a Fukuoka

Nel 2006 Fukuoka ha ospitato i "Campionati IAAF World Cross Country".

### Squadre e Stadi
| Club                   | Sport    | Lega                 | Sede                                     | Fondata |
| ---------------------- | -------- | -------------------- | ---------------------------------------- | ------- |
| Fukuoka Softbank Hawks | Baseball | Pacific League       | Fukuoka Yahoo! Japan Dome                | 1993    |
| Avispa Fukuoka         | Calcio   | J. League Division 1 | Hakata no Mori Stadium (Level-5 Stadium) | 1982    |

Le squadre di Top League Rugby sono:
- Coca Cola West Red Sparks
- Fukuoka Sanix Blues
- Kyuden Voltex

## Infrastrutture e trasporti

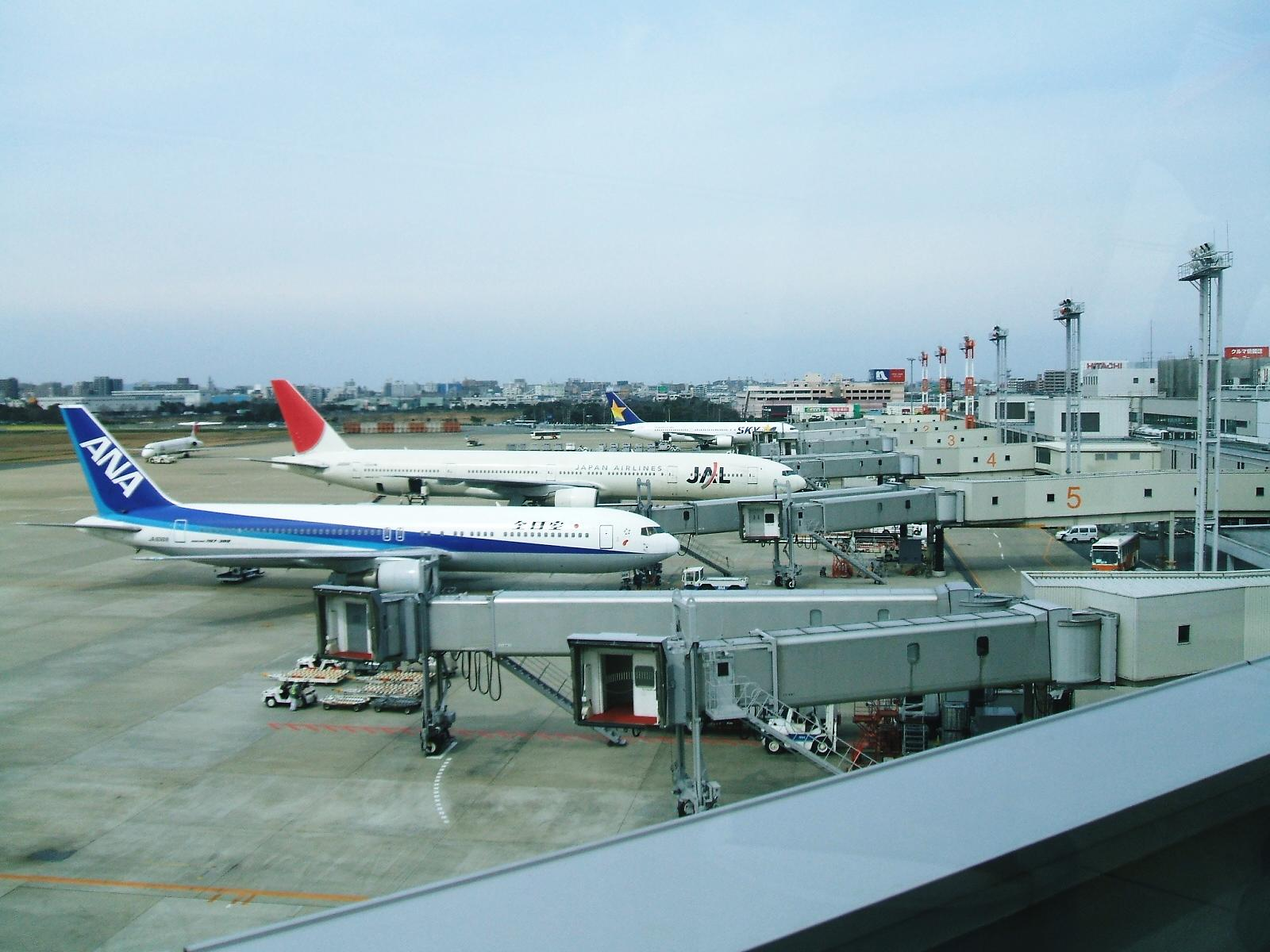
Aeroporto di Fukuoka

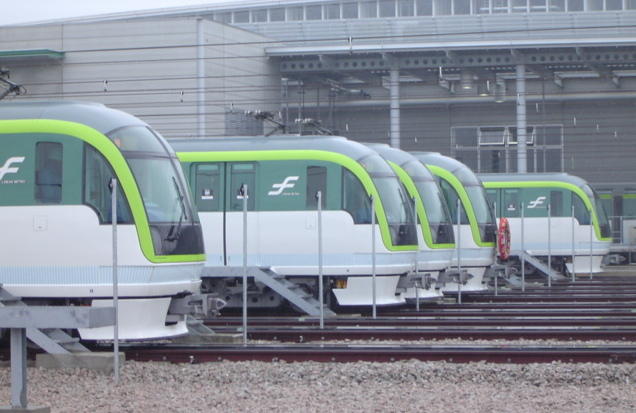
Metropolitana di Fukuoka, linea Nanakuma

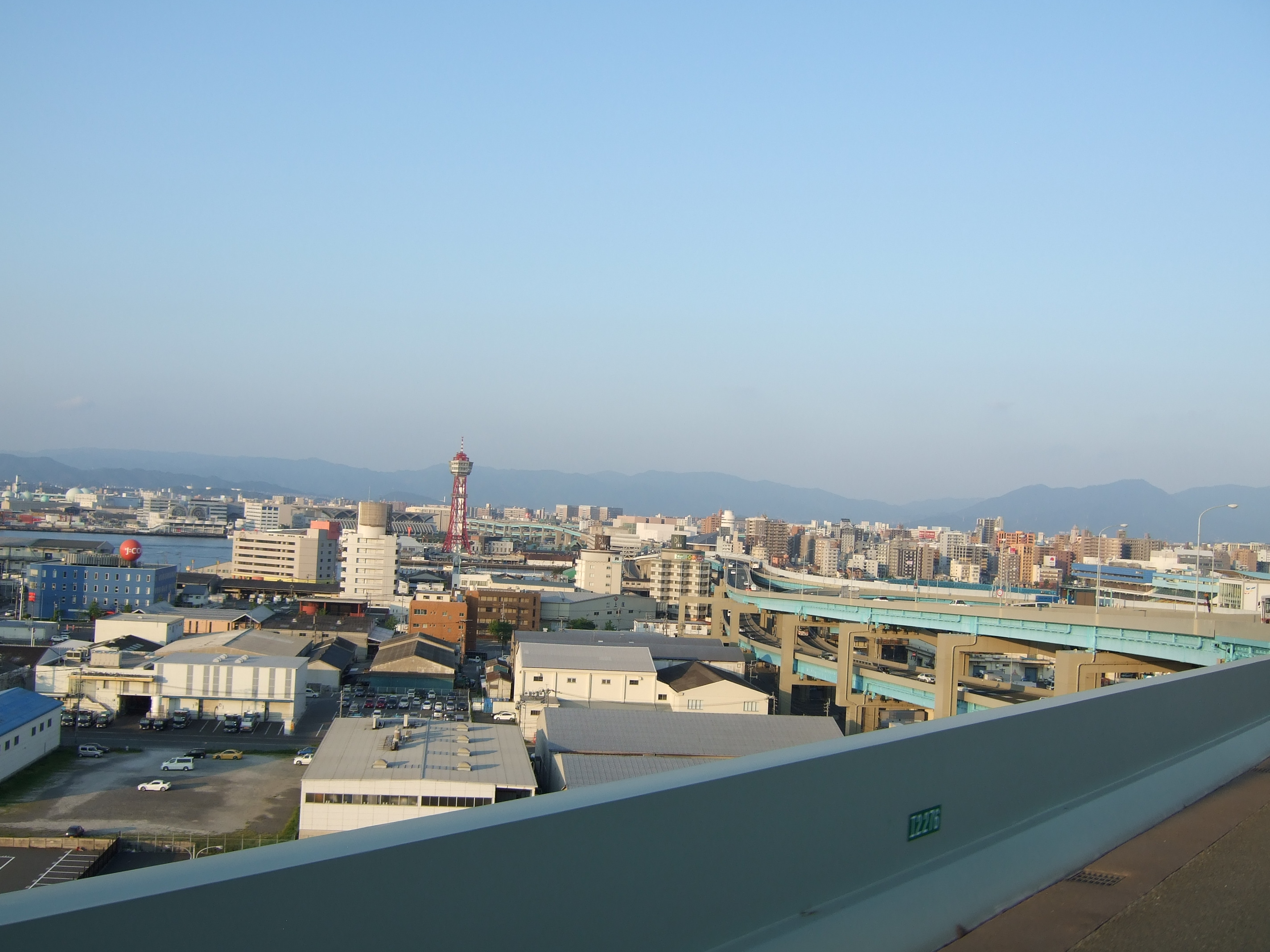
Vista panoramica dalla Urban Expressway di Fukuoka della zona portuale di Hakata

Muoversi a Fukuoka è possibile anche senza auto. I parcheggi in centro sono molto cari, e l'uso dell'auto è disincentivato dall'ottimo servizio dei mezzi pubblici. Ci si può spostare praticamente dovunque. Gli orari sono rispettati al minuto. È quindi possibile organizzare senza pericoli percorsi con mezzi diversi. I prezzi sono giusti. La pulizia è perfetta.
- Aeroporto di Fukuoka: è costituito da un terminal per i voli nazionali ed uno per quelli internazionali (costruito nel 1999). Collega la città con gran parte degli scali giapponesi, e asiatici (Seul, Pusan, Shanghai, Pechino, Hong Kong, Ho Chi Minh, Manila, Taipei, Bangkok, Dalian, Shenyang, Canton e Siem Reap).
- Treni: la stazione di Hakata, la principale del Kyushu, è attraversata da cinque linee della JR Kyushu
  - Linea Fukuhoku-Yutaka
  - Linea Hakata-Minami: lunga 8,5 km collega Hakata la stazione di Minami-Hakata a Kasuga. È operata dalla JR West.
  - Linea principale Kagoshima: partendo da Mojikō a Kitakyūshū, termina dopo 393 km nella città di Kagoshima. È la linea principale del Kyushu. Collega Fukuoka anche con Tosu e Kumamoto.
  - Kyūshū Shinkansen: Collega Fukuoka con Kagoshima (249 km), con treni alta velocità riducendo dalle 4 ore dei treni tradizionali a meno di 2 ore il tempo di percorrenza.
  - Sanyō Shinkansen: connette Osaka con Fukuoka (544 km) in due ore e mezzo circa (dipende dal servizio).

Ci sono poi altre linee ferroviarie:
- - Linea Chikuhi (42,6 km): collega Meinohama (Distretto di Nishi) a Karatsu (Prefettura di Saga)
  - Linea Kashii (25,4 km): collega Saitozaki (Distretto di Higashi) a Umi (Kasuya-gun, Prefettura di Fukuoka)
  - Linea Sasaguri (25,1 km): collega Keisen (Kaho-gun, Prefettura di Fukuoka) a Yoshizuka (Distretto di Hakata)
  - Linea Nishitetsu Tenjin Ōmuta (74,8 km): collega Tenjin (Distretto di Chūō) con Ōmuta (Prefettura di Fukuoka), passando anche per Dazaifu, Amagi e Kurume.
  - Linea Nishitetsu Kaizuka (20,9 km): collega Kaizuka (Distretto di Higashi) con Shingu (Kasuya-gun, Prefettura di Fukuoka)
- La metropolitana di Fukuoka, identificata con una "F", ha 3 linee:
  - Linea Hakozaki Line (4,7 km): connette Nakasu (Distretto di Hakata) con Kaizuka (Distretto di Nishi).
  - Linea Kūkō (13,1 km): connette Meinohama (Distretto di Nishi) con l'aeroporto di Fukuoka, passando anche per Tenjin e per la stazione di Hakata
  - Linea Nanakuma (12 km): connette Hashimoto (Distretto di Nishi) con Tenjin (Distretto di Chūō).
- I Bus, della Nishitetsu, collegano praticamente tutta la città con moltissime corse al giorno.
- Nave: In 2 ore e 55 minuti dal porto di Hakata si raggiunge Pusan (Corea del Sud). Ci sono inoltre collegamenti per Okinawa, Niigata, Sapporo e anche per le vicine isole di Goto, Iki e Tsushima
- Urban Expressway: è un'autostrada urbana. La velocità consentita è di 60 km/h. Connette diverse zone della città ed è collegata alle autostrade nazionali. La tariffa è di 550 yen per le auto normali; meno per le k-car. In alcuni punti si viaggia su sopraelevate parecchio alte dalle quali è possibile anche godere di un ottimo panorama costiero.

## Amministrazione

### Gemellaggi
Fukuoka è gemellata con:
- Canton, dal 1979
- Bordeaux, dal 1982
- Atlanta
- Auckland
- Busan
- Ipoh
- Oakland
- Yangon